# Otaku
Un otaku (おたく) és conegut fora del Japó com una persona amb un gust especial per l'anime i el manga. En el seu país d'origen, però, té una connotació negativa; fa referència a algú que es desviu per una afició, com els ordinadors, la música, els automòbils, etc. Aquest terme japonès ha passat a l'Occident amb el significat d'"aficionat al manga". Tot i que al Japó el terme és generalment despectiu, recentment, de la mateixa manera que el terme geek, alguns japonesos l'empren amb orgull. A l'Occident pot tenir tant connotacions desfavorables com favorables, depenent de la comunitat en què s'utilitzi.

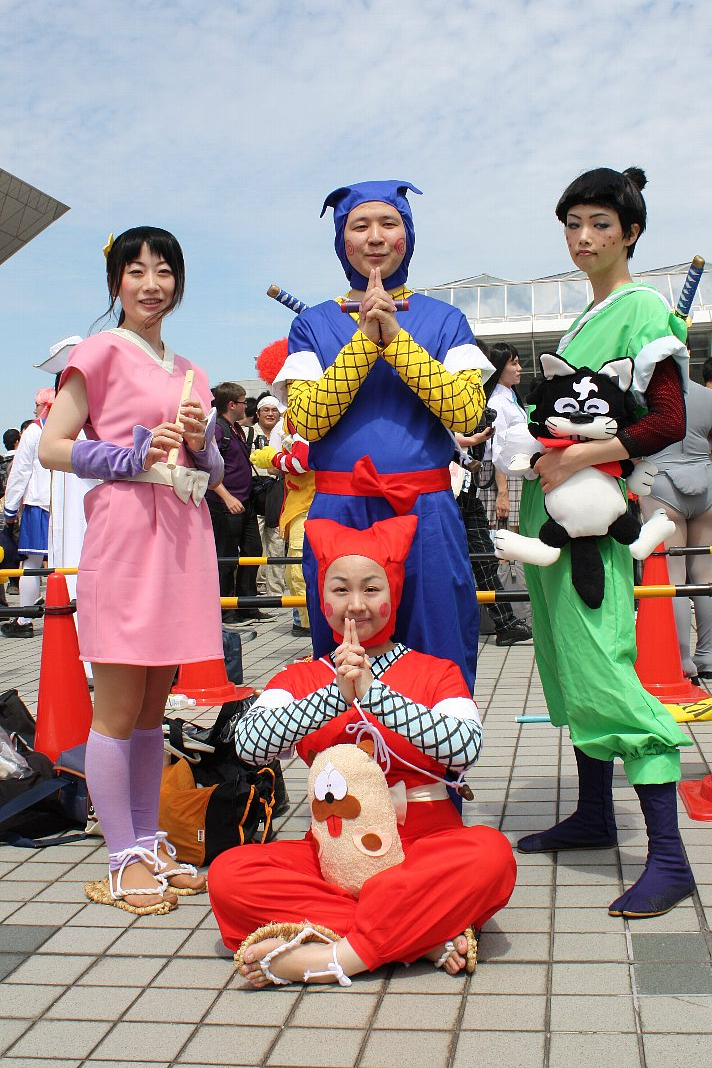
Persones disfressades dels personatges del còmic Hattori Ninja

La paraula otaku prové del japonès お (o, una partícula honorífica) + 宅 (taku, casa). Es va usar als anys 80 com un pronom de segona persona entre els fotògrafs aficionats, encara que a mesura que el terme es va anar estenent, va passar a ser emprat per altres per a referir-se als fotògrafs aficionats. Com que els fotògrafs aficionats eren vistos com socialment maldestres, reservats i obsessionats amb la seva afició, otaku va anar adaptant aquelles connotacions negatives i va passar a referir-se a qualsevol classe d'aficionat obsessiu. Un estereotip comú d'otaku és el de l'home jove que viu a casa sense treball i amb pocs contactes socials fora del seu cercle d'amics otakus. Actualment, per a distingir aquest significat modern de l'anterior, tota la paraula s'escriu en hiragana (おたく) o katakana (オタク).
El seu ús contemporani es va originar amb un assaig de 1983 d'Akio Nakamori a Manga Burikko.

## Tipus d'otaku
A part de l'anime otaku (アニメおたく) i manga otaku (漫画おたく), la cultura otaku japonesa té moltes més varietats, com el pasokon otaku (パソコンおたく) (fanàtic dels ordinadors - pasokon és l'abreviatura japonesa del personal computer), el gêmu otaku (ゲームおたく) (fanàtic dels videojocs), i els fanàtics de les idols o cantants joves i talentoses japoneses. Tant al Japó com a l'Occident, el terme otaku es pot emprar de forma positiva o negativa, encara que al Japó té connotacions negatives més fortes.
Un subconjunt dels otakus són els anomenats Akiba-kei (アキバ系), que es passen molt de temps en el barri d'Akihabara de Tòquio, i estan principalment obsessionats per l'anime, les idols i els videojocs.

## Icones de la cultura otaku
Algunes produccions d'anime fortament associades a la cultura otaku són Neon Genesis Evangelion i Otaku no Video, dels estudis Gainax. Otaku no Video, en particular, inclou un estudi documental sobre la realitat de la cultura otaku de l'època (1992), mentre que l'anime Genshiken reflecteix la realitat actual de l'otaku.
Dues vegades a l'any, se celebra el mercat de dôjinshi Comic Market (abreujat Comiket). Allà, els dibuixants de manga aficionats venen els seus treballs al llarg dels tres dies que dura el mercat. Molts dels dibuixants professionals van tenir els seus començaments en el Comiket, i alguns segueixen venent els treballs que fan lliurement.
A les convencions d'anime i manga, és habitual veure gent disfressada dels seus personatges preferits, el qual es coneix com a cosplay (コスプレ, de l'anglès costume play).